# Elio Sgreccia
Elio Sgreccia, bioetičar i kardinal Katoličke Crkve i predsjednik emeritus Papinske akademije za život. Istaknuti je promicatelj kulture i zaštite nerođenog života, koju i proučava sa stajališta bioetike.
Rođen je kao najmlađe od šestero djece u svojoj obitelji. Odrastao je u gradiću Nidastore u blizini Ancone. Upis u sjemenište odgođen mu je zbog izbijanja Drugog svjetskog rata, pa je za vrijeme rata pomagao obitelji u poljoprivrednim poslovima i istvoremeno pohađao školu. Nakon rata upisao je sjemenište te je za svećenika zaređen na Petrovdan 1952. godine.
Bio je duhovnik u Katoličkoj akciji. U sjemeništu je stekao široko znanje iz filozofije, bogoslovlja te klasičnih jezika, a nakon završetka bio je dorektor i rektor sjemeništa pape Pia XI. u Fanu. Godine 1972. imenovan je vikarom Fossombronske biskupije. Dvadeset godina kasnije, papa Ivan Pavao II. imenovao je naslovnim biskupom Zame i tajnikom Papinske akademije za život, u kojoj je služio do odreknuća od službe u travnju 1996. godine. Bio je vodeći glas Crkve u etički dvojbenim pitanjima pobačaja, eutanazije i matičnih stanica.
Papa Ivan Pavao II. proglasio ga je biskupom u siječnju 1993. godine. Godine 2004. postavljen je za predsjednika Zaklade  Ut Vitam Habeant ("Da život imaju") i udruženja Donum Vitae ("Dar života") Rimske biskupije. U jednom od svojih zadnjih imenovanja, papa Ivan Pavao II. postavio ga je početkom siječnja 2005. na mjesto predsjednika Papinske akademije za život te je tu službu vršio do lipnja 2008. kada je zbog starosti prihvaćena njegova ostavka.
Papa Benedikt XVI. uzdigao ga je na naslov kardinala 2010. godine, no zbog starosti nije sudjelovao na Papinskoj konklavi 2013.
Između 1974. i 1984. bio je duhovnik na Medicinskom fakultetu Sveučilita Svetog srca u Rimu, na kojem se bavio bioetičkim pitanjima iz gledišta katoličkog bogoslovlja. Godine 1985. osnovao je Bioteičko središte na sveučilištu, čiji je bio ravnatelj do 2006. godine. Tijekom 1980-ih bio je promatrač Svete Stolice u Vijeću Europe. Godine 1990. postaje predavač na Nacionalnom bioetičkom vijeću te dvije godine kasnije i na Institutu za bioetiku. Početkom 2000-ih bio je savjetnik u Ministarstvu zdravstva Republike Italije.
Autor je oko 400 znanstvenih i stručnih radova iz područja bioetike. Radove je pisao na devet jezika.
Na Institutu Pontificio Ateneo Regina Apostolorum u Rimu uručen mu je 2011. godine počasni doktorat za doprinose u bioetici.